# Sympiesis acrobasidis
Sympiesis acrobasidis är en stekelart som beskrevs av Miller 1970. Sympiesis acrobasidis ingår i släktet Sympiesis och familjen finglanssteklar. Inga underarter finns listade i Catalogue of Life.